# 자파드 2021

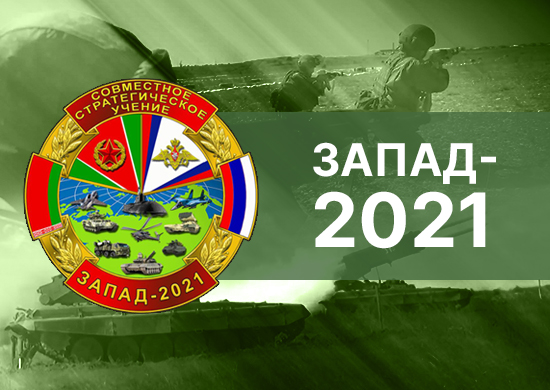

자파드 2021(Zapad 2021, 러시아어: Запад-2021, 영어: West 2021)은 2021년 9월 10일부터 15일까지 진행된 러시아 연방군과 벨라루스군 간의 합동 전략 훈련이다. 러시아 연방 국방부에 따르면 이번 훈련에는 병력 20만명, 장비 760여대, 함정 15척이 참가했다.
일부 국제 전문가에 따르면 이번 훈련은 러시아가 차후 우크라이나 침공을 준비하는 과정의 일환이었다고 한다.